# Kōichi Tōhei

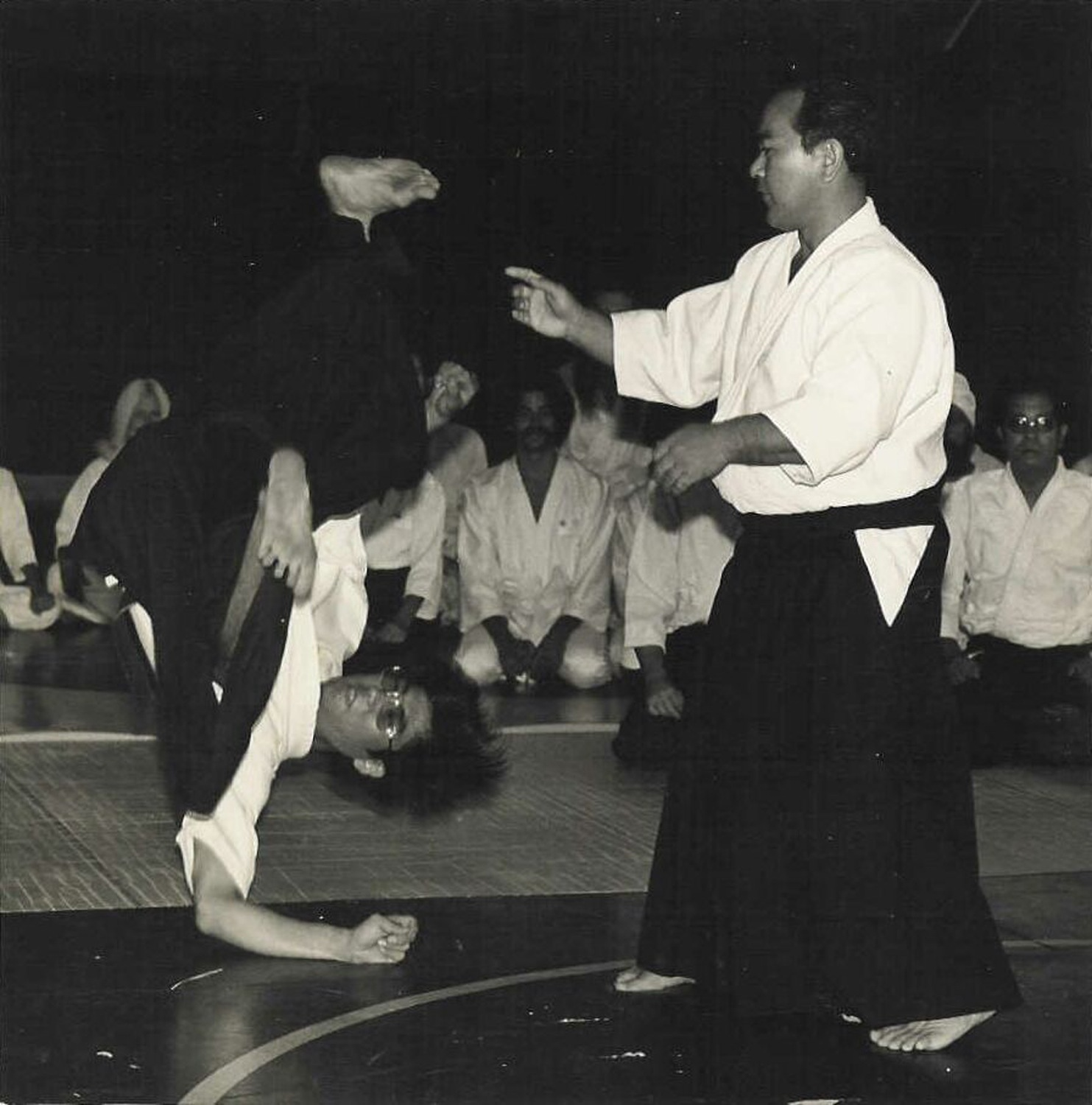
Koichi Tohei haciendo una demostración de Aikido con Jon Takagi en la Universidad Estatal de Arizona, 1974.

Koichi Tohei (藤平光一?) (Shitaya, actual Taito, Tokio, 20 de enero de 1920 - Tokio, 19 de mayo de 2011) es considerado uno de los maestros de aikido más importantes de la historia, así como el que alcanzó la mayor longevidad de todos. Llegó a ser considerado el mejor alumno del fundador Morihei Ueshiba, y John Stevens lo considera el padre del Aikido en los Estados Unidos. Fue llamado a ser el sucesor de Morihei Ueshiba dentro del instituto Aikikai, pero debido a las diferencias irreconciliables con el hijo del fundador, el Doshu Kisshomaru Ueshiba; lo llevaron finalmente a dejar la organización en 1974 y a fundar su propio estilo, el Shin Shin Toitsu Aikido, más conocido en Occidente como Ki-Aikido.

## Una infancia frágil
Koichi Tohei Sensei nació en enero de 1920 en Tokio, y de joven se mudó a la prefectura de Tochigi, de donde es originaria su familia. Durante su infancia, debido a su frágil contextura física, su padre le recomendó la práctica del Judo. A los 15 años de edad obtuvo el cinturón negro. El exceso de entrenamiento lo llevó a contraer pleuresía, una enfermedad que afecta principalmente la zona del pecho. Para curarse de esta afección, decidió, a los 17 años, comenzar el estudio del Zen y del Misogi (prácticas de purificación respiratorias y meditativas que tienen su origen en el sintoísmo).

## El encuentro con O-Sensei Morihei Ueshiba
En 1939, Koichi Tohei comenzó, presentado por el Sr. Shohei Mori, el estudio del Aikido bajo Morihei Ueshiba O-Sensei en el entonces denominado Kobukan dojo. Tohei tuvo serias dudas al ver Aikido por primera vez. Pero en ese momento llegó al dojo Morihei Ueshiba, y le pidió a Tohei que lo atacase. Tohei, lo atacó con determinación y fiereza, pero terminaba en el suelo una y otra vez. Ahí mismo comprendió que había encontrado a su maestro. “Estaba terriblemente impresionado – cuenta Tohei Sensei – por la manera en que Ueshiba Sensei arrojaba a sus atacantes sin usar fuerza alguna”. Con esfuerzo, dedicación y sacrificio; aunque con rapidez el joven Tohei se transformó en el primer representante (dairi) de O-Sensei y empezó, antes de recibir graduación oficial, a enseñar en la Academia de Policía de Nakano, y en la escuela de Shumei Okawa en las tierras del Palacio Imperial. El quinto dan fue el primer grado que Morihei Ueshiba entregó a Tohei Sensei.

## La unificación de la mente y el cuerpo
Luego también estudiaría la “unificación de mente y cuerpo” (Shin Shin Toitsu Do) con Tempu Nakamura. Nakamura Sensei había sido un agente secreto durante la guerra Ruso-Japonesa. Una tuberculosis galopante, enfermedad por aquel entonces incurable, lo llevó a estudiar medicina en Occidente, y a recluirse en el corazón de los Himalayas. Finalmente consiguió la realización espiritual y curarse de su enfermedad a través de la meditación y el yoga. El sistema de Nakamura Sensei, el « Shin Shin Toitsu Do », sobre el que Tohei Sensei basó gran parte de sus propias enseñanzas, es también conocido como “yoga japonés”.
Otra influencia mayor en sus enseñanzas fue Tetsuju Ogura, quien fuera alumno de Teshu Yamaoka, famoso maestro de kendo, Zen, y gran calígrafo. Tetsuju Ogura era el director del Ichikukai de Tokio, dojo donde enseñaba prácticas ascéticas como el zazen y el misogi.

## La experiencia de la guerra
En 1942 Koichi Tohei se graduó en economía en la prestigiosa Universidad de Keio y, en febrero de 1944, después de recibir su formación militar, Tohei Sensei fue enviado a combatir a China, entonces ocupada por las tropas japonesas. Allí aprendió y desarrolló bajo el fuego enemigo, varios de los principios de la práctica del aikido, como: la importancia de calmar la mente en el Punto Uno (seika no itten). Debido a la ausencia de médicos, Tohei también desarrolló durante la guerra los principios del Kiatsu, terapia que pone el acento en la transmisión de Ki a través de la punta de los dedos. Dice Tohei Sensei que los principios del Aikido conocidos como: "extender el ki" y "relajarse completamente", dejándolo todo en manos del Universo, fueron aspectos que lo mantuvieron a salvo durante la guerra, así como a los ochenta hombres que estaban bajo su mando.

## Llevando el Aikido a Occidente
Desde 1953, Koichi Tohei Sensei fue el principal responsable de la introducción del Aikido en Occidente, a través principalmente de viajes regulares a Hawái, el resto de Estados Unidos y Europa. En Hawái, Tohei Sensei tuvo que confrontarse a un público escéptico, y fue puesto a prueba en múltiples ocasiones por luchadores, boxeadores, peleadores y judocas. Esto llevó a Tohei Sensei a modificar gran parte de las técnicas aprendidas con Morihei Ueshiba, y a basar su práctica del Aikido no en la mecánica de las técnicas, sino en el principio del Aikido aprendido con Tempu Nakamura según el cual "la mente mueve al cuerpo". Pronto Tohei Sensei fue solicitado para enseñar Aikido a la policía de Hawái. 
En 1969 Tohei Sensei recibió de manos de Morihei Ueshiba el décimo dan en Aikido, el máximo grado en la disciplina. Fue el director de los Shihan (Shihan buchô) y Director (riji) del Aikikai hasta su separación en 1974, luego de infructuosos intentos de introducir los principios del Ki en la organización, y a causa de diferencias políticas y metodológicas irreconciliables con Doshu Kisshomaru Ueshiba, hijo de Morihei Ueshiba. 
Durante todos esos años, en la Aikikai, Tohei Sensei enseñó Aikido, en algún momento de sus carreras, a la gran mayoría de los Shihan (maestros de alto grado) más conocidos del instituto Aikikai, como Hiroshi Tada, Sadateru Arikawa, Seigo Yamaguchi, Shigenobu Okumura, Kazuo Chiba, Steven Seagal y Yoshimitsu Yamada, entre otros.

## Una concepción holística del Aikido
Para Soshu Koichi Tohei, el entrenamiento en Aikido es inseparable del estudio y la práctica de los principios del Ki, o sea del Shinshin Toitsu Do (yoga japonés) heredado del Maestro Tempu Nakamura y modificado por el Maestro Tohei. La gran diferencia con las escuelas clásicas de Aikido es la preponderancia de la idea de coordinación de mente y cuerpo como una práctica que debe en todo momento guiar la práctica de las técnicas. 
Tal como lo explica George Simcox, en su libro "Aikido in America", el aikido clásico « procede de la premisa según la cual el entrenamiento físico riguroso y continuo llevará con el tiempo a la actitud aïki. Esta actitud se caracteriza por una gestión relajada y centrada de los ataques sobre los tatamis, y de los conflictos de la vida en general. El objetivo de la Ki Society, desde el día uno, es entrenar esa actitud aïki. Eso es lo que llaman Entrenamiento del Ki »
Además del entrenamiento del Ki y el Aikido, el estudio de las armas tradicionales forma parte del sistema del Maestro Tohei. Se trabaja particularmente el bokken (sable de madera) y el jo (bastón) pero también las técnicas a manos limpias contra armas (sable, bastón pero también cuchillo – tanto dori – o armas de fuego). Otras disciplinas son de gran importancia en las enseñanzas del Maestro Tohei, y son inseparables de su concepción del « Camino hacia la unión con el Ki » : la respiración Ki (ki no kokyuho), la meditación Ki (ki no ishi ho), el sokushin no gyo (práctica rigurosa que utiliza cantos y campanas, derivada de la práctica del Ichikukai dojo), y otras prácticas que permiten llegar a dejar fluir el Ki por el cuerpo-mente ya unificado.

## La Ki Society
En 1971 Tohei Sensei fundó la Ki no Kenkyukai, literalmente la « Sociedad de Investigaciones sobre el Ki », más conocida como Ki Society, dedicada a difundir los principios del Ki, el Shin Shin Toitsu Aikido, o « Aikido con cuerpo y mente coordinados » (Ki-Aikido) y el Kiatsu. La Ki no Kenkyukai es la única organización especializada en la enseñanza del Ki reconocida desde 1977 como organización sin fines de lucro por el Ministerio de Salud, Trabajo y Bienestar Social de Japón. 
En diversas ocasiones Tohei Sensei manifestó considerar que su verdadero aporte es la utilización del Ki para llevar una vida plena y saludable. Su interpretación del Aikido tiene más de cien mil seguidores en más de veinte países, y en Japón viven y enseñan sus principales discípulos, responsables de preservar y transmitir “El camino de la unión con el Ki del Universo”. Entre ellos cabe destacar a los maestros Yutaka Otsuka (9º dan), Taketoshi Kataoka (8º dan) y Tadao Ishikawa (8º dan). Existen también alumnos avanzados fuera de Japón, como Koichi Kashiwaya, Cristopher Curtis, Pietro Yuji Maida o David Shaner. Entre los jóvenes de la última generación de discípulos directos se encuentran Takayuki Iwade, Keizo Iwade y Takahisa Iwade (uchideshi), Tomonori Kobori y Ezequiel Entelman. El cuartel general de la Ki Society, conocido como "Ki no Sato", la "tierra natal del Ki" está situado en la prefectura de Tochigi, al norte de Tokio. Allí se encuentran el Chushinkan dojo, dojo histórico de Koichi Tohei, dirigido por Tadao Ishikawa Sensei, así como el Tenshinkan dojo, dojo principal de la Ki Society. En Ki no Sato funciona la escuela de Kiatsu, y la Tohei Gakuen Shin Shin Toitsu Aikido Gakuin, escuela especializada en la formación de instructores de Aikido.
Koichi Tohei se retiró en 2007, dejando la responsabilidad de la organización en manos de su hijo y sucesor Shinichi Tohei Sensei, y dejando tras de sí tres generaciones de alumnos, y una marca indeleble en la historia del Aikido y en la vida de innumerables personas.

## Fallecimiento
Koichi Tohei murió a las 9:14 AM, hora de Japón (GMT +9) el 19 de mayo de 2011, después de 2 semanas de internación en el hospital debido a un malestar en el pecho que fue provocado por una inflamación en los pulmones. Wataru Hatakeyama, de la Ki Society Headquarters, informó ese día que "fue internado en la unidad de cuidados intensivos dos veces y gracias a la fuerza del ki volvió a una sala estándar en cada ocasión, sin embargo, su corazón se debilitó poco a poco y esta mañana falleció."